# Тверской, Николай Михайлович
Николай Михайлович Тверской (3 [15] мая 1804, Санкт-Петербург — 7 [19] октября 1848) — русский художник-академист, мастер исторической картины и портретист. Ассоциированный член — «назначенный в академики» Императорской Академии художеств (с 1827).

## Биография
Родился в Санкт-Петербурге; сын гравёра и рисовальщика Михаила Тверского, служившего при Академии художеств инспекторским помощником (гувернёром) для младших воспитанников.
В мае 1813 года девятилетним мальчиком был принят в воспитанники академии. В последние годы обучения Николай Тверской продемонстрировал значительные успехи: в 1820 году был награждён малой серебряной медалью Академии за рисунки с натуры, а в 1822 году — большой серебряной медалью. Но уже в следующем 1823 году, не имея средств для того, чтобы оплачивать обучение, покинул академию, не окончив курса, в возрасте около 18 лет.
Несмотря на это, в следующем 1824 году картина Тверского «Явление Спасителя двум Мариям после Воскресения» была награждена золотой медалью Общества поощрения художников. После этого Тверскому был заказан ростовой парадный портрет только что вступившего на престол императора Николая I. Тверской справился с задачей хорошо и в 1827 году был «признан назначенным в академики» ИАХ, курса которой ранее не окончил.
Помимо этого, Тверскому от Общества поощрения художников был выделен грант для образовательной поездки за границу. Тверской отправился в Рим, где занимался в частности, копированием шедевров старых мастеров. Так, в 1833 году он отправил в Санкт-Петербург выполненную по поручению академии живописную копию с потолочного плафона «Аврора» Гвидо Рени. Тверской также исполнил по заданию академии картину «Тезей по указанию матери подымает камень, под которым сокрыто оружие отца его».
Скончался художник в 1848 году. Произведений его сохранилось мало.